# Idea engania
Idea engania är en fjärilsart som beskrevs av William Doherty 1891. Idea engania ingår i släktet Idea och familjen praktfjärilar. Inga underarter finns listade i Catalogue of Life.